# Société des Brasseries de l’Ouest Africain

Logo der Société des Brasseries de l’Ouest Africain (SOBOA)

La Société des Brasseries de l’Ouest Africain (SOBOA) wurde 1929 in Dakar gegründet. Übersetzt ins Deutsche bedeutet der Name „Vereinigung der westafrikanischen Brauereien“, wobei sich die Tätigkeit und der Vertrieb auf Senegal und teilweise Gambia beschränken.
Das Gesamtkapital von SOBOA beläuft sich auf ca. 820 Millionen F CFA (umgerechnet rund 1,3 Millionen Euro).

## Produkte
SOBOA braut Biere und alkoholfreie Getränke unter der Lizenz internationaler Marken. Es werden Biere der Marken La Gazelle, Flag Speciale und Castel gebraut. Des Weiteren werden Erfrischungsgetränke selbst abgefüllt beziehungsweise unter Lizenz der The Coca-Cola Company, also mit den Getränkenmarken Coke, Fanta und Sprite.

## Marktanteil
Im Jahr 2000 wurden in Senegal 190.000 Hektoliter (hl) Bier abgesetzt, davon entfielen 170.000 hl auf SOBOA. 2014 verkaufte SOBOA ca. 150.000 hl Bier, 640.000 hl Erfrischungsgetränke und 400 hl Wein. Zum Mutterkonzern Société des Brasseries et Glacières Internationales gehören weitere Brauereien in Afrika.